# 栃木県道19号藤原塩原線
栃木県道19号藤原塩原線（とちぎけんどう19ごう ふじはらしおばらせん）は、栃木県日光市と那須塩原市を結ぶ県道（主要地方道）である。

## 概要
日光市の鬼怒川温泉郷と那須塩原市の塩原温泉郷を結ぶ道路である。ほぼ全線（全長30.3 km）にわたって栃木県道路公社が管理する一般有料道路・日塩有料道路（もみじライン、龍王峡ライン）となっていたが、2020年12月11日に無料開放された。沿線には多数の温泉やスキー場があるほか、「もみじライン」の名の通り沿線には多数のモミジが植えられており、関東有数の紅葉狩りの名所となっている。また、龍王峡ラインの区間は並行する国道121号の事実上のバイパスとしての機能を持つ。
日塩有料道路の料金徴収期間は当初30年間であったが、龍王峡ラインの追加により、徴収期間を延長して2020年12月までの48年2か月となる（龍王峡ラインの料金徴収期間は18年9か月）。工事費はもみじラインが19億円、龍王峡ラインが32億円で、総工費51億円。

### 路線データ
- 起点：栃木県日光市鬼怒川温泉滝（国道121号・国道352号交点）
- 終点：栃木県那須塩原市塩原（もみじライン入口交差点＝国道400号交点）
- 路線延長：32.243 km（うち旧日塩有料道路区間：30.341 km）[4]

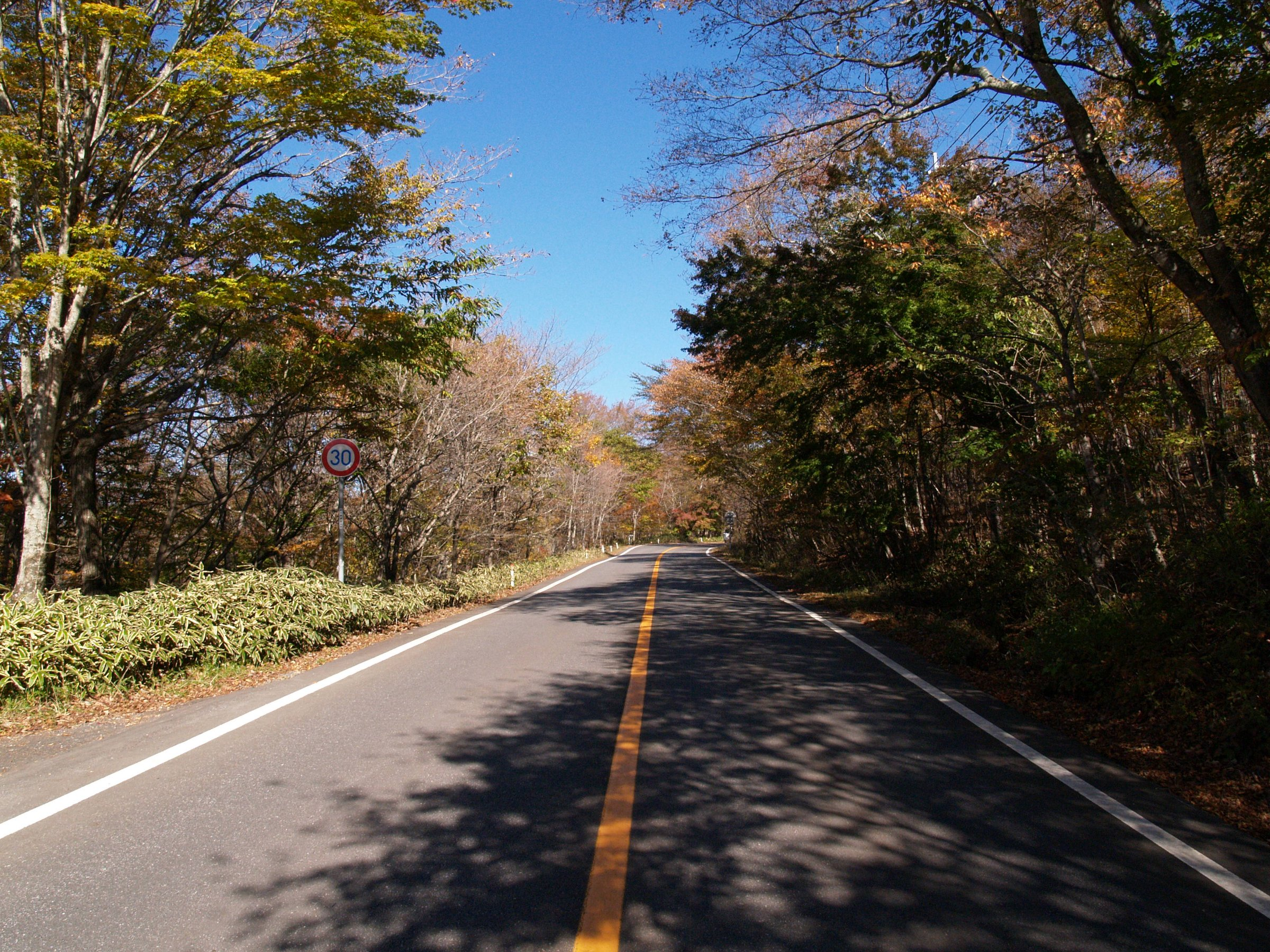
もみじライン（2011年10月）

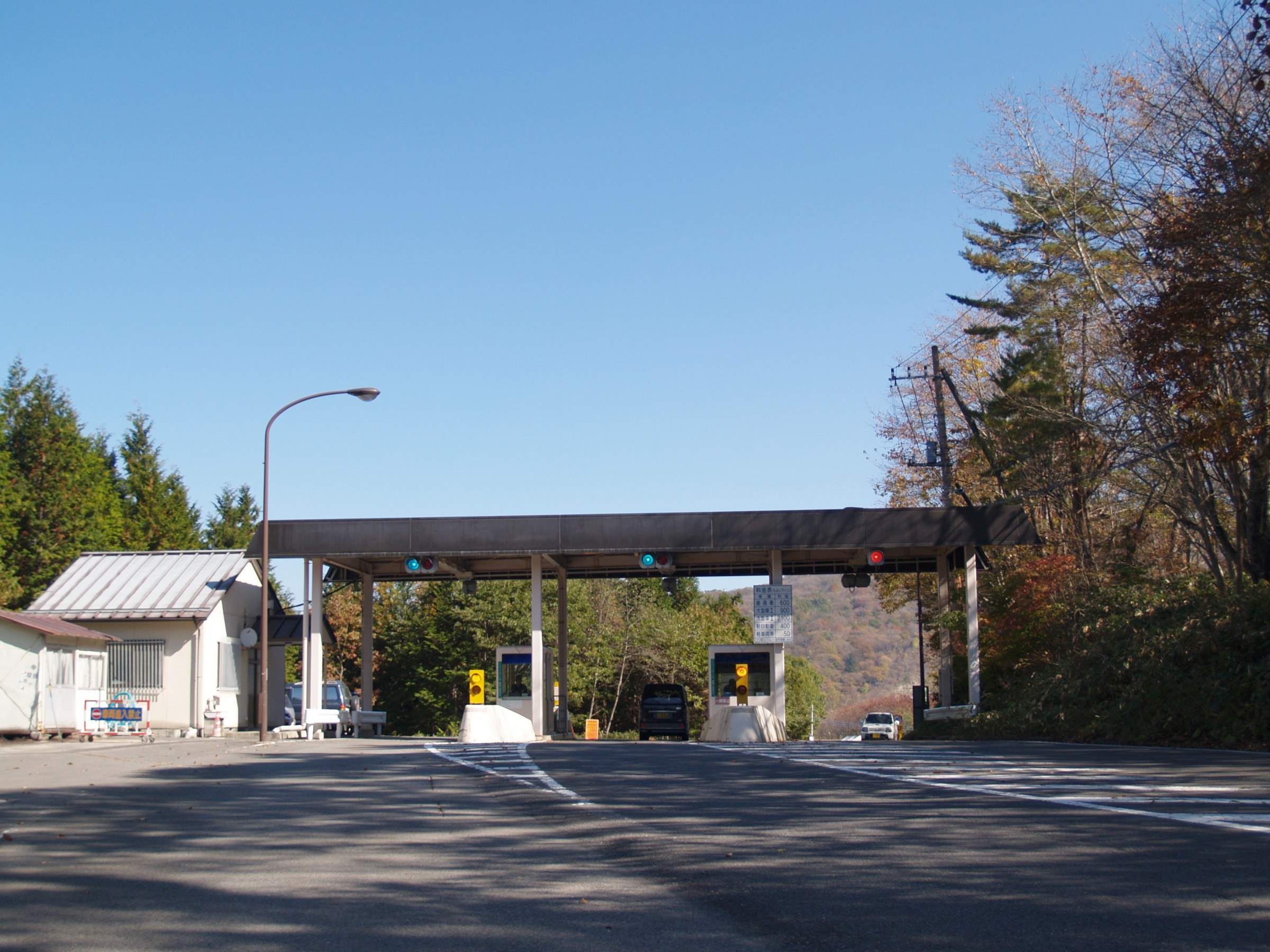
もみじライン塩原料金所（2011年10月当時）

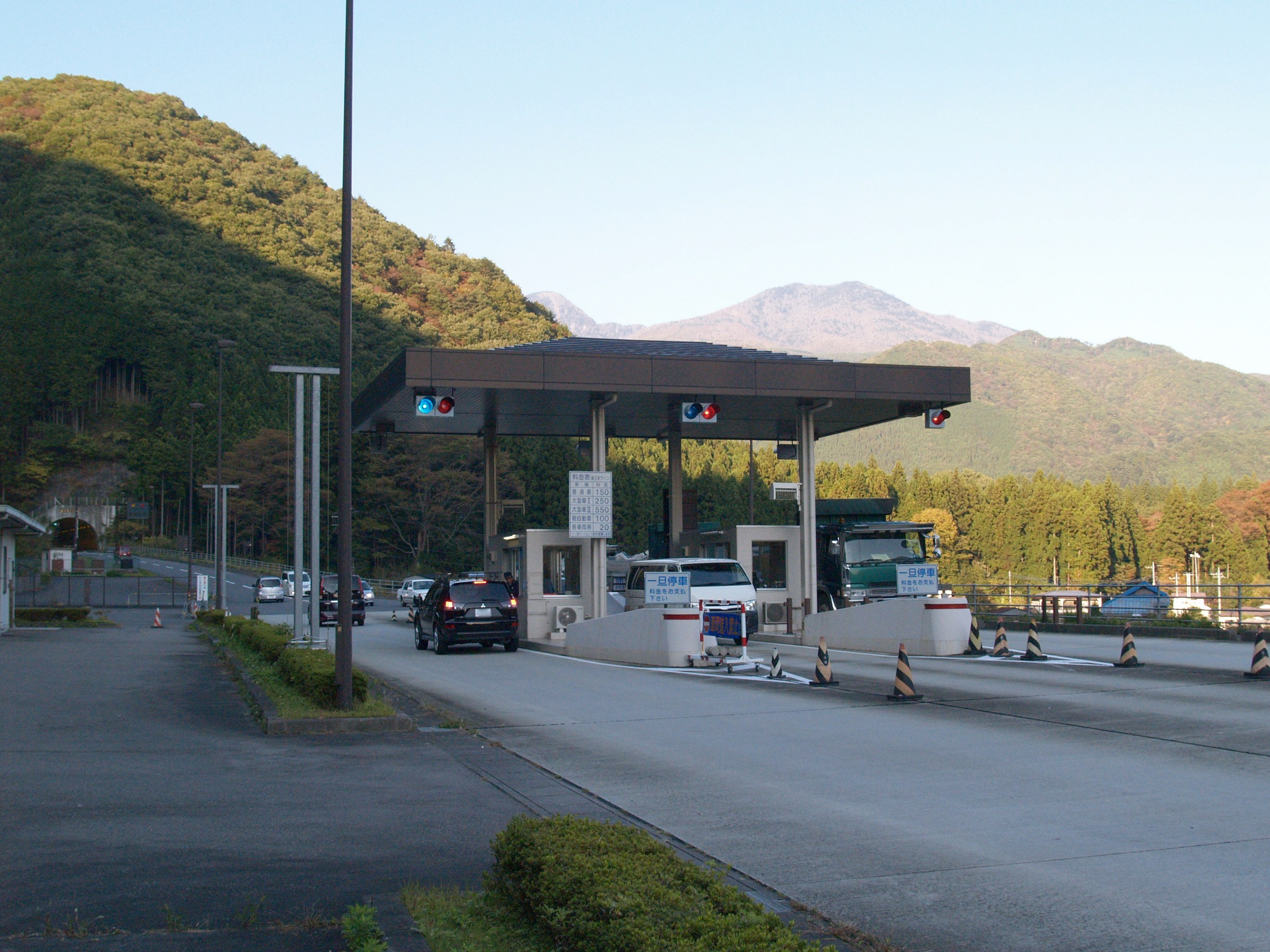
龍王峡ライン料金所（2011年10月当時）

## 歴史
- 1962年（昭和37年）8月10日 - 主要地方道藤原西那須野線として認定。
- 1970年（昭和45年）8月：もみじライン工事開始[3]
- 1972年（昭和47年）10月1日：もみじライン開通
- 1981年（昭和56年）4月30日 - 一般国道400号が指定され、藤原西那須野線のうち塩原町（当時）-西那須野町（当時）間が国道との重複指定となる。
- 1983年（昭和58年）1月17日 - 路線変更により主要地方道藤原塩原線として改称・再認定。
- 1993年（平成5年）5月11日 - 建設省から、県道藤原塩原線が藤原塩原線として主要地方道に再指定される[5]。
- 1999年1月：龍王峡ライン工事開始[3]
- 2002年3月25日：龍王峡ライン開通
- 2020年（令和2年）
  - 12月10日：料金徴収期間満了
  - 12月11日：道路管理が日塩有料道路の日光市内区間は栃木県日光土木事務所に、那須塩原市区間は栃木県大田原土木事務所に移管し、無料開放[1][3]

## 路線状況
旧日塩有料道路区間には有料道路時代より、無料開放された2021年現在においても以下の愛称が設定されている。

### もみじライン
元々は、1938年整備の鬼怒川温泉と塩原温泉を結ぶ観光・産業道路であったが、幅員狭⼩等のため、再整備し有料道路として開通。料金所は藤原と塩原の2箇所であった。このうち塩原料金所は国道400号線の分岐から約6kmの地点に位置し、料金所手前に公衆トイレ等を備えた広場がある。塩原温泉側から同地点までの利用の場合は利用料金は徴収されなかった。

### 龍王峡ライン
秋の紅葉見物や冬のスキー場へ向かう観光客と国道121号線の龍王峡への観光客を分散させ混雑緩和のため、バイパスとして1本のトンネルと5基の橋梁で構成。料金所は上滝の1箇所であった。

## 地理

### 通過する自治体
- 日光市
- 那須塩原市

### 沿線の主な観光地
- 鬼怒川温泉
- 龍王峡
- 太閤下しの滝
- 高原山
- 白滝
- エーデルワイス スキーリゾート
- ハンターマウンテン塩原
- 塩原新湯温泉

### 交差する道路
- 国道121号（国道352号 重複）（起点）
- 国道400号（終点）